# Hildegarda de Bingen
Hildegarda de Bingen (en alemán: Hildegard von Bingen; Bermersheim vor der Höhe, Sacro Imperio Romano Germánico, verano de 1098-Monasterio de Rupertsberg, 17 de septiembre de 1179) fue una santa abadesa benedictina y polímata alemana, activa como compositora, escritora, filósofa, científica, naturalista, médica, mística, líder monacal y profetisa durante la plena Edad Media. Conocida también como la sibila del Rin y la profetisa teutónica, es asimismo una de las compositoras más famosas de monofonía sacra, así como la más grabada en la época moderna. Además, es reconocida por muchos expertos como la madre de la historia natural.
Considerada una de las personalidades más influyentes, polifacéticas y fascinantes de la Baja Edad Media y de la historia de Occidente, es también una de las figuras más ilustres del monacato femenino y quizás quien mejor ejemplificó el ideal benedictino, al estar dotada de una inteligencia y cultura fuera de lo común, comprometida con la reforma gregoriana y al ser una de las escritoras de mayor producción de su tiempo.
El convento de Hildegarda la eligió como magistra (madre superiora) en 1136. Fundó los monasterios de Rupertsberg, en 1150, y de Eibingen, en 1165. En su producción se encuentran obras teológicas, botánicas y medicinales, así como cartas, himnos y antífonas para la liturgia. Escribió poemas y supervisó iluminaciones en miniatura en el manuscrito de Rupertsberg de su primera obra, Scivias. Sobreviven más cantos de su composición que por cualquier otro compositor en toda la Edad Media, y es una de los pocos compositores que se sabe escribieron tanto la música como las letras. Una de sus obras, el Ordo Virtutum, es un ejemplo temprano de un drama litúrgico y es probablemente el ejemplar más antiguo que sobreviva de moralidad. También se le conoce por la invención de una lengua construida conocida como Lingua Ignota.
Aunque la historia de su canonización es compleja, diversas ramas de la Iglesia la han reconocido como santa durante siglos; el 7 de octubre de 2012, en la misa de apertura de la XIII Asamblea general ordinaria del sínodo de los obispos, el papa Benedicto XVI le otorgó el título de doctora de la Iglesia junto a san Juan de Ávila, en reconocimiento de «su santidad de vida y la originalidad de sus enseñanzas». En palabras de la filóloga Victoria Cirlot:

[...] atravesando el muro de los tiempos han quedado sus palabras, incluso su sonido, y las imágenes de sus visiones.

## Biografía

### Sus primeros años
Hildegarda nació en Bermersheim, en el valle del Rin (actualmente Renania-Palatinado, Alemania), durante el verano del año 1098, en el seno de una familia noble alemana acomodada. Fue la menor de los diez hijos de Hildeberto de Bermersheim, caballero al servicio de Meginhard, conde de Spanheim, y de su esposa, Matilde de Merxheim-Nahet, y por eso fue considerada como el diezmo para Dios, entregada como oblata y consagrada desde su nacimiento a la actividad religiosa, según la mentalidad medieval. De esta manera, fue dedicada por sus padres a la vida religiosa y entregada para su educación a la condesa Judith de Spanheim (Jutta), hija del conde Esteban II de Spanheim y, por tanto, noble como ella, quien la instruyó en el rezo del salterio, en la lectura del latín —aunque no le enseñó a escribirlo o, cuando menos, no con pericia—, en la lectura de la Sagrada Escritura y en el canto gregoriano.
Durante algunos años maestra y discípula vivieron en el castillo de Spanheim. Cuando Hildegarda cumplió catorce años, ambas se enclaustraron en el monasterio de Disibodenberg. Este monasterio era masculino, pero acogió a un pequeño grupo de enclaustradas en una celda anexa, bajo la dirección de Judith. La ceremonia de clausura solemne fue celebrada el 1 de noviembre de 1112 y en ella participaron Hildegarda, Judith y otra enclaustrada más, también infante. En 1114, la celda se transformó en un pequeño monasterio, a fin de poder albergar el creciente número de vocaciones. En ese mismo año, Hildegarda emitió la profesión religiosa bajo la regla benedictina, recibiendo el velo de manos del obispo Otón de Bamberg. De esta manera continuó su educación monástica rudimentaria dirigida por Judith.
Judith murió en 1136, con fama de santidad tras haber llevado una vida de mucha austeridad y ascesis, que incluía largos ayunos y penitencias corporales. Hildegarda, a pesar de su juventud, fue elegida abadesa (magistra) de manera unánime por la comunidad de monjas.

### Visionaria y escritora
Desde niña, Hildegarda tuvo una débil constitución física, sufrió de constantes enfermedades y experimentaba visiones. En una hagiografía posterior escrita por el monje Teoderico de Echternach se consignó el testimonio de la propia Hildegarda, donde dejó constancia que desde los tres años tuvo la visión de «una luz tal que mi alma temblaba». Estos hechos continuaron aún durante los años en que estuvo bajo la instrucción de Judith quien, al parecer, tuvo conocimiento de ellos. Vivió estos episodios conscientemente, es decir, sin perder los sentidos ni sufrir éxtasis. Ella los describió como una gran luz en la que se presentaban imágenes, formas y colores; además iban acompañados de una voz que le explicaba lo que veía y, en algunos casos, de música.
En 1141, a la edad de cuarenta y dos años, sobrevino un episodio de visiones más fuerte, durante el cual recibió la orden sobrenatural de escribir las visiones que en adelante tuviese. A partir de entonces, escribió sus experiencias, que dieron como resultado el primer libro, llamado Scivias (Conoce los caminos), que no concluyó hasta 1151. Para tal fin, tomó como secretario y amanuense a uno de los monjes de Disibodenberg llamado Volmar y, como colaboradora, a una de sus monjas, llamada Ricardis de Stade.
No obstante, siguió teniendo reticencias para hacer públicas sus revelaciones y los textos resultantes de ellas, por lo que para disipar sus dudas recurrió a uno de los hombres más prominentes y con mayor reputación espiritual de su tiempo: Bernardo de Claraval, a quien dirigió una sentida carta pidiéndole consejo sobre la naturaleza de sus visiones y la pertinencia de hacerlas de conocimiento general. En dicha misiva, enviada hacia 1146, confesó al ilustre monje cisterciense que lo había visto en una visión «como un hombre que veía directo al sol audaz y sin miedo», y, al mismo tiempo que se atribuía a sí misma «debilidad», solicitaba su consejo:

[...] 

Padre, estoy profundamente perturbada por una visión que se me ha aparecido por medio de una revelación divina y que no he visto con mis ojos carnales, sino solamente en mi espíritu. Desdichada, y aún más desdichada en mi condición mujeril, desde mi infancia he visto grandes maravillas que mi lengua no puede expresar, pero que el Espíritu de Dios me ha enseñado que debo creer. [...] 

Por medio de esta visión, que tocó mi corazón y mi alma como una llama quemante, me fueron mostradas cosas profundísimas. Sin embargo, no recibí estas enseñanzas en alemán, en el cual nunca he tenido instrucción. Sé leer en el nivel más elemental, pero no comprenderlo plenamente. Por favor, dame tu opinión sobre estas cosas, porque soy ignorante y sin experiencia en las cosas materiales y solamente se me ha instruido interiormente en mí espíritu. De ahí mi habla vacilante. [...]
Hildegarda a Bernardo, abad de Claraval.

La respuesta de Bernardo no fue ni muy extensa ni tan elocuente como la carta enviada por Hildegarda, pero en ella le invitaba a «reconocer este don como una gracia y a responder a él ansiosamente con humildad y devoción [...]». Además, parece que el abad de Claraval posteriormente intervino ante el papa Eugenio III en favor de Hildegarda, ya que tenía trato personal con el obispo de Roma porque este era también cisterciense y antiguo discípulo suyo.
Precisamente, el arzobispo Enrique de Maguncia, bajo cuya jurisdicción se encontraba el monasterio de Disibodenberg, y que estaba enterado de las visiones y profecías de Hildegarda, mandó una comisión al papa Eugenio para informarse de lo sucedido y lograr que se declarara sobre la naturaleza de tales dones. El papa se encontraba por aquellos días en Tréveris para presidir el sínodo que se celebró en aquella ciudad entre 1147 y 1148.
En 1148, un comité de teólogos, encabezado por Albero de Chiny-Namur, obispo de Verdún, estudió y aprobó, a petición del papa, parte del Scivias. El mismo papa leyó públicamente algunos textos durante el sínodo de Tréveris y declaró que tales visiones eran fruto de la intervención del Espíritu Santo. Tras la aprobación, envió una carta a Hildegarda, pidiéndole que continuase escribiendo sus visiones. Con ello dio comienzo no solo la actividad literaria aprobada canónicamente, sino también la relación epistolar con múltiples personalidades de la época, tanto políticas como eclesiásticas, tales como el ya mencionado Bernardo de Claraval, Federico I Barbarroja, Enrique II de Inglaterra o Leonor de Aquitania, que pedían sus consejos y orientaciones. Tal fue su reconocimiento, que llegó a ser conocida como la Sibila del Rin.

### Fundadora

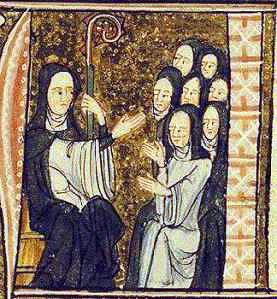
Santa Hildegarda y su comunidad de monjas en una miniatura del.

También en 1148, y sin haber concluido la redacción del Scivias, una visión la hizo concebir la idea de partir de Disibodenberg y marchar a un lugar «donde no había agua y donde nada era placentero», inspirándola así para la fundación de un monasterio en la colina de san Ruperto (Rupertsberg), cerca de Bingen, al oeste del río Rin, en la desembocadura del Nahe, para trasladar a la crecida comunidad y emanciparla de los monjes de Disibodenberg.
Sin embargo, Kuno, entonces abad de Disibodenberg, se opuso a su salida, lo que contrarió a la monja en gran medida, al punto de ocasionarle trastornos físicos, que fueron atribuidos a causas divinas:

Decían que había sido engañada por la vanidad. Cuando lo oí, mi corazón se afligió, mi carne y mis venas se secaron, y durante muchos días yací en cama.
Vita II, V

Ante esta situación intervino la marquesa Ricardis de Stade (Richardis von Stade), madre de la monja que servía de secretaria a Hildegarda, quien logró convencer a Enrique I, arzobispo de Maguncia (1142–1153), de que diera la autorización para la salida de las religiosas y la fundación del nuevo monasterio. Hacia 1150, se trasladó a Rupertsberg con cerca de veinte de sus monjas, obtuvo el permiso del conde Bernardo de Hildesheim, propietario del terreno elegido, y fundó el monasterio de Rupertsberg, del cual se convirtió en abadesa.
Por esa época, su asistente y secretaria Ricardis la abandonó para ser abadesa del convento de Bassum en Sajonia. Ello causó la tristeza y oposición de Hildegarda, que luego reflejaría en serias cartas de protesta al arzobispo Hartwig de Bremen, hermano de Ricardis, quien había influido para conseguir el cargo abacial; llegó a apelar hasta al papa, sin conseguir que la monja volviera. Ricardis murió al año de la separación.
Un año después del traslado concluyó el Scivias, y de esa misma época datan sus dos libros de contenidos sobre ciencias naturales (Physica) y medicina (Cause et cure), en los cuales expuso gran cantidad de conocimientos sobre el funcionamiento del cuerpo humano, de herbología y otros tratamientos médicos de su época basados en las propiedades de piedras y animales. Asimismo, comenzó la colección de cantos que tituló Symphonia armonie celestium revelationum, que compuso para atender a las necesidades litúrgicas de su comunidad. Según algunas cronologías, también de 1150 dataría el inicio del Liber vite meritorum.
Hacia 1163, como fruto de sus constantes visiones, empezó a redactar el Liber divinorum operum, la tercera de sus tres obras más importantes y que tardaría alrededor de diez años en concluir. Sin embargo, la abadesa alternó la vida contemplativa y de escritora con la de predicación y fundación, ya que en 1165 fundó un segundo monasterio en Eibingen, que visitaba regularmente dos veces a la semana.

### Predicación e intervención política

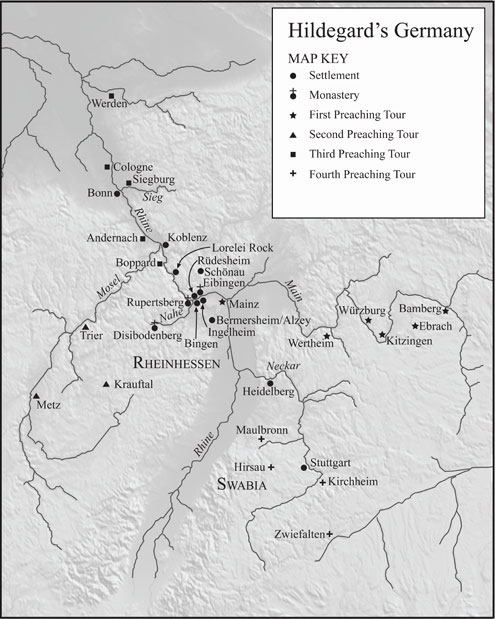
Ubicación de los lugares de establecimiento, monasterios y las cuatro rutas de predicación de Hildegarda.

La fama de santa y profetisa que llegó a tener la abadesa fue tal que, en 1150, el propio emperador Federico I Barbarroja la invitó a entrevistarse con él en su palacio en Ingelheim. El aprecio mutuo que generó esta entrevista, manifestado en las subsecuentes cartas, llegó a tal grado que, trece años más tarde, el soberano otorgó un edicto de protección imperial a perpetuidad al monasterio de Rupertsberg.
La labor de escritora de Hildegarda se vio interrumpida muchas veces por los viajes de predicación. Si bien la clausura en sus tiempos no era tan rígida como lo sería a partir de Bonifacio VIII, no dejó de sorprender y admirar a sus contemporáneos que una abadesa abandonara su monasterio para predicar.
El contenido de su predicación giraba en torno a la redención, la conversión y la reforma del clero, criticando duramente la corrupción eclesiástica, además de oponerse firmemente a los cátaros; al condenar las doctrinas de estos, proponía el combate de sus errores mediante la predicación y la edificación del clero.
En total fueron cuatro los viajes de predicación que realizó: el primero entre 1158 y 1159, en el que viajó a Maguncia y a Wurzburgo. En 1160 realizó el segundo a Tréveris y a Metz. En su tercera predicación, entre 1161 y 1163, viajó por el Rin hasta Colonia. En el último de sus viajes, comprendido entre 1170 y 1171, predicó en la región de Suabia.
Además de estos viajes de predicación, Hildegarda usó las cartas para hacer sentir su opinión ante personajes notables. Con motivo del cisma provocado por la elección del antipapa Víctor IV con el apoyo del emperador Barbarroja, frente al papa romano Alejandro III, alargado a la muerte de Víctor IV con la elección de los también antipapas Pascual III y Calixto III, Hildegarda hizo graves amonestaciones proféticas al primero de estos, así como al emperador mismo.
En el año 1173, poco antes de concluir el Liber divinorum operum, murió el monje Volmar, su más cercano colaborador y secretario, lo que la orilló a ayudarse de los monjes de la abadía de san Eucario de Tréveris para terminar dicha obra. Durante algún tiempo el monje Godofredo de Disibodenberg le sirvió como amanuense, a la vez que comenzó la redacción de una biografía de la profetisa, pero también él murió poco tiempo después, en 1176. El último de sus secretarios lo encontró en Guiberto de Gembloux, un monje flamenco, con el que había sostenido conversación epistolar iniciada por el interés de este sobre la manera en que Hildegarda tenía sus visiones.

### Última batalla
La última situación crítica a la que tuvo que enfrentarse Hildegarda aconteció en 1178, cuando su comunidad dio sepultura en el cementerio conventual a un noble supuestamente excomulgado. Por la imposición de esta pena eclesiástica, el derecho canónico prohibía su entierro en suelo sagrado. Se pidió a Hildegarda que exhumara el cadáver. Ella se negó e incluso hizo desaparecer cualquier rastro del enterramiento para que nadie pudiera buscarlo. Sostuvo que había sido reconciliado con la Iglesia antes de morir. Los prelados de Maguncia, en ausencia del arzobispo Christian, que estaba en Roma, pusieron en entredicho al monasterio. Por él se prohibió el uso de las campanas, los instrumentos y los cantos en la vida y liturgia de Rupertsberg. Hildegarda se defendió escribiendo una carta de rico contenido doctrinal, donde recogía el significado teológico de la música. Cuando regresó el arzobispo en marzo de 1179, se presentaron testigos que apoyaban la versión de Hildegarda y fue levantado el entredicho.

### Muerte y veneración

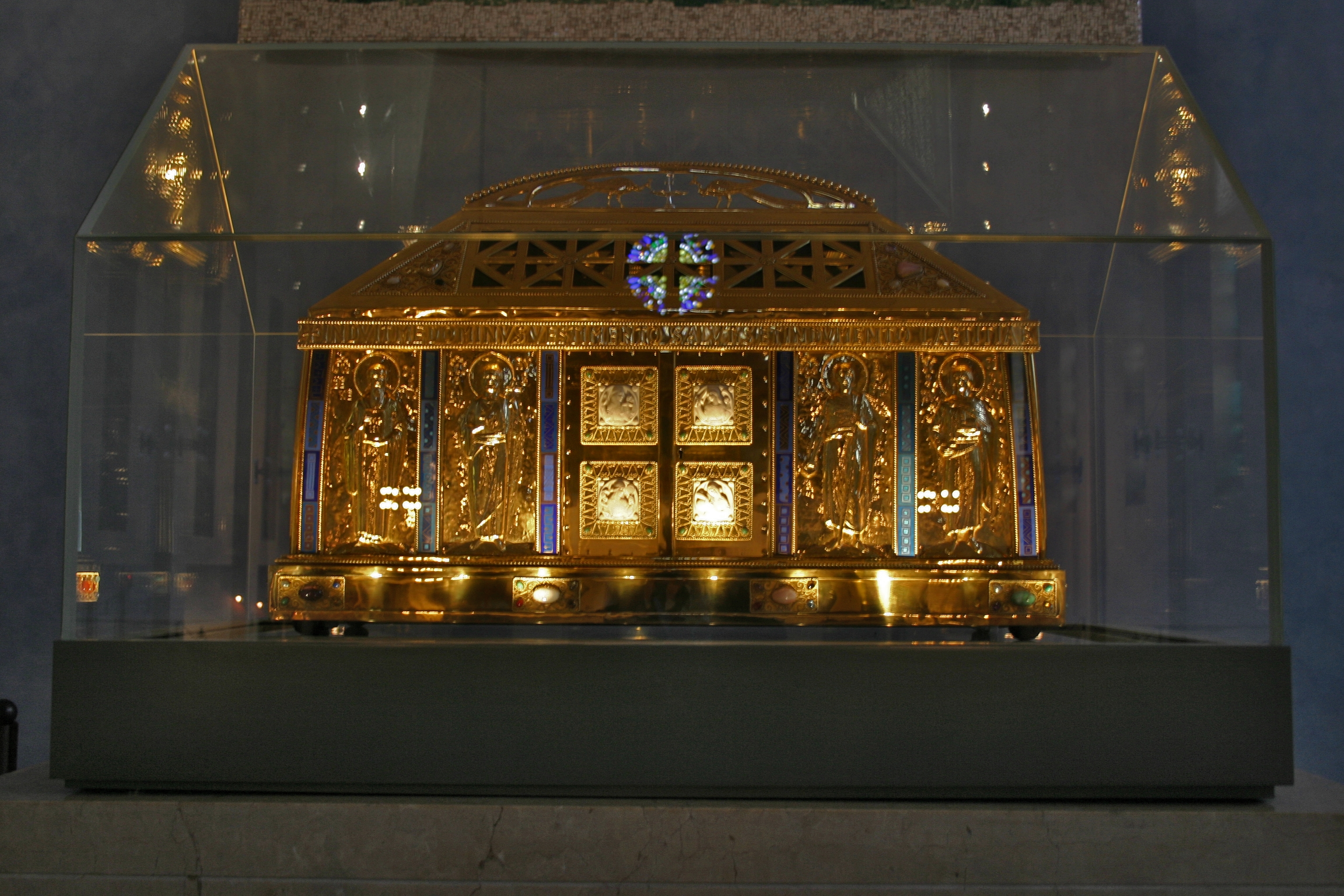
Reliquias de Hildegarda de Bingen en la Iglesia de Eibingen.

A los pocos meses de ser levantado el entredicho, el 17 de septiembre de 1179, a los ochenta y un años de edad murió Hildegarda. Las crónicas hagiográficas cuentan que a la hora de su muerte aparecieron dos arcos muy brillantes y de diferentes colores que formaban una cruz en el cielo.
Entre 1180 y 1190 el monje Teoderico de Echternach escribió la Vita (Vida) de Hildegarda, recogiendo pasajes autobiográficos que la monja había dejado y contado. Gregorio IX abrió el proceso de canonización en 1227, aunque no se concluyó. Fue reabierto por Inocencio IV en 1244, sin que tampoco en esta ocasión se llegase a concluir. Sin embargo, debido a la difusión de su culto se la inscribió en el Martirologio romano, incluyéndose además su nombre en algunas letanías; se extrajeron reliquias de su sepulcro; se celebró su fiesta litúrgica; se le atribuyeron milagros y sus representaciones pictóricas y escultóricas comenzaron a ser objeto de veneración.
Sus reliquias fueron conservadas en el convento de Rupertsberg hasta la destrucción de este en 1632, durante la Guerra de los Treinta Años. Entonces fueron llevadas a Colonia y después a Ebingen, donde se depositaron en la iglesia parroquial, donde aún reposan.
En 1940 se aprobó oficialmente su celebración para las iglesias locales. Con motivo del 800 aniversario de su muerte, Juan Pablo II se refirió a ella como profetisa y santa. De la misma manera, en 2006, el papa Benedicto XVI también se refirió a Hildegarda como santa y la encomió como una de las grandes mujeres de la cristiandad junto con Catalina de Siena, Teresa de Ávila y la madre Teresa de Calcuta.
En 2010, el papa Benedicto XVI dedicó a Hildegarda las Audiencias Generales del 1 y 8 de septiembre, dentro del marco de una serie de catequesis sobre escritores cristianos, siendo la primera mujer presentada en estas catequesis; recordó, entre otras cosas, que los contemporáneos de Hildegarda la consideraron con el título de «profetisa teutónica» y puntualizó el valor teológico de sus escritos y enseñanzas.
En diciembre de 2011, el papa Benedicto XVI anunció su decisión de otorgar a santa Hildegarda el título de "doctora de la Iglesia". El 10 de mayo de 2012 procedió a inscribirla en el catálogo de los santos y extender su culto litúrgico a la Iglesia universal, en una canonización equivalente. El 27 de mayo de 2012, durante el rezo del Regina Caeli del día de Pentecostés, el papa determinó la fecha para la proclamación como doctora. El 7 de octubre de 2012, durante la misa de apertura del Sínodo de los obispos en la Basílica de San Pedro en Roma, se realizó la proclamación oficial por el cual se le concedió el título de «Doctora para la Iglesia Universal» junto con san Juan de Ávila por el papa Benedicto XVI.
Hildegarda también es venerada por algunas de las Iglesias que conforman la Comunión anglicana, entre ellas la Iglesia de Inglaterra y la Iglesia episcopal escocesa. Tanto en la Iglesia católica como en la Comunión anglicana se la celebra el 17 de septiembre.
La iconografía religiosa de Hildegarda es escasa, probablemente porque su culto fue local por bastante tiempo. Se la retrata con los atributos propios de una abadesa de la orden de san Benito: báculo abacial y hábito benedictino con velo negro y blanco; sus representaciones más antiguas reproducen la manera en que aparece en las miniaturas de sus escritos: sentada con un estilo en la mano en actitud de escribir sobre un par de tablillas o dictando a un monje, con cinco flamas alrededor de la cabeza representando la visión divina. Más tarde se cambia el estilo por una pluma de ave, con algún pergamino o libro en la mano —comúnmente el Scivias— y algún instrumento musical.

## Obra

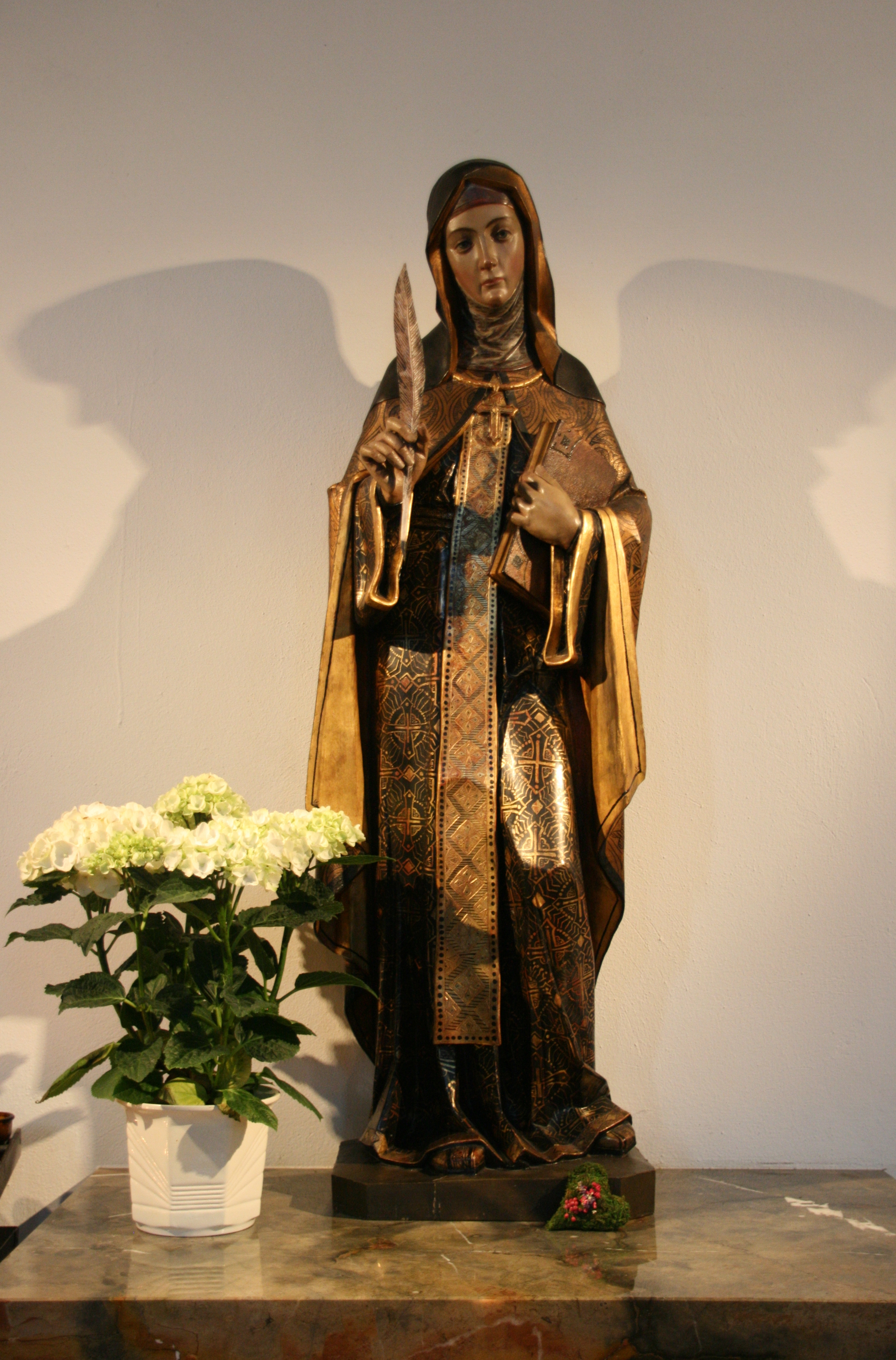
Escultura que representa a Santa Hildegarda, en la iglesia parroquial que lleva su nombre, en Eibingen (Alemania). De artista desconocido, la obra incorpora los símbolos con que se la identifica: cruz pectoral, pluma y libro.

Las obras de esta religiosa del siglo XII fueron escritas —como la mayor parte de los escritos de su tiempo— en latín medieval, salvo ciertas anotaciones y palabras que se pueden encontrar en algunas de sus cartas y principalmente en sus obras relativas a la Lingua ignota, que figuran en alemán medieval propio de la región media de Franconia–Renania/Mosela. En su obra, ella misma acusó en variadas ocasiones su poca preparación en latín, pero por sus propias confesiones y sus hagiógrafos se conoce que su método de escritura comenzaba al escribir sus visiones y luego pasarlas a un secretario que corregía los errores y pulía la escritura. Dos de ellos —Volmar y Gottfried— fueron monjes de Rupertsberg y el tercero, de origen flamenco —Guibert de Gembloux—, era monje de la abadía de Gembloux, de ahí que todos ellos estuvieran bien preparados en el latín eclesiástico.
Empleó varios estilos de escritura: el tratado teológico, el epistolar, el hagiográfico y el tratado médico; pero destacan sus obras visionarias, en las que hace un uso constante y fecundo de la alegoría ética-religiosa, que, aunque era bastante común en su tiempo, llegaba a usar símbolos poco frecuentes.
En lo referente a las influencias recibidas y a su manera de escribir, indudablemente se destacan las Sagradas Escrituras a través de la Vulgata, con especial atención hacia los profetas y el Nuevo Testamento; en este último se destacan la importancia que el Evangelio de san Juan y el Apocalipsis tuvieron en ella, ya que incluso en algunas narraciones autobiográficas consignadas en la Vita llegó a comparar sus dones espirituales con las inspiraciones del evangelista Juan sumado al tono apocalíptico de las partes finales del Scivias.
Igualmente se le atribuyen conocimientos de algunas obras de la patrística latina, entre las cuales se ha detectado la influencia de san Agustín y san Isidoro de Sevilla; se ha señalado especialmente la influencia y similitud con el Pastor de Hermas y Boecio como fuentes de la identificación alegórica como mujeres que Hildegarda hace de la Iglesia y de algunas virtudes en el Scivias. Además, pese a que la abadesa se calificara a sí misma de «indocta», se ha detectado en sus obras un gran bagaje cultural clásico proveniente de Cicerón, Lucano y Séneca; con Galeno coincide en algunas teorías médicas sobre los humores; en el Scivias y el Ordo virtutum representa la lucha constante de las virtudes contra los vicios a través de su personificación como mujeres ataviadas con los atributos correspondientes a la actitud moral que encarnan, combatiendo cada virtud contra el vicio opuesto a ella. Esta tradición alegórica es común a otros escritores del Medioevo y puede rastrearse hasta la Psychomachia de Prudencio en el siglo IV.

#### Riesencodex

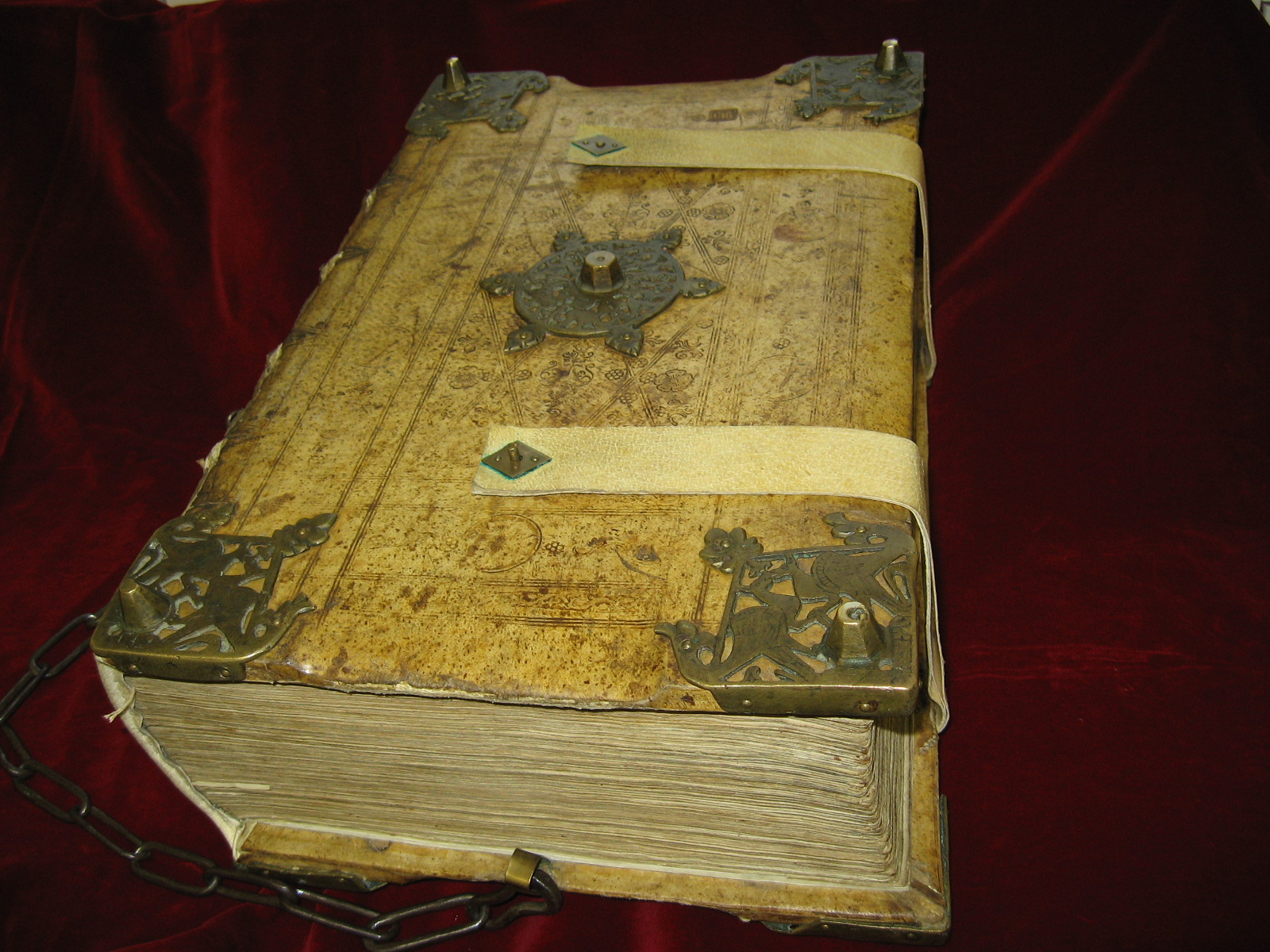
El Riesencodex, conservado en la biblioteca de la Escuela Superior de Rin-Meno.

El códice de Wiesbaden, conocido en alemán como «Riesencodex» (Códice gigante) por su gran tamaño (46 x 30 cm) y peso (15 kg), es un manuscrito medieval de 481 folios, cuya datación oscila entre los últimos años de vida de Hildegarda y algunos posteriores a su muerte, siendo la fecha más tardía el año 1200. Originalmente, se custodiaba en Rupertsberg, pero su riqueza artística ha llevado a algunos investigadores a dudar de que haya sido creado ahí o en Eibingen.
Cuando el convento de Rupertsberg fue destruido en el siglo XVII, el manuscrito fue trasladado al monasterio de Eibingen junto con las reliquias de la santa. En 1814, fue llevado a la biblioteca de Wiesbaden (actualmente Universidad y Biblioteca Estatal de Rhein-Main). Durante la Segunda Guerra Mundial, el manuscrito original fue casi destruido, pero su contenido se conservó gracias a fotocopias y facsímiles extraídos durante las primeras décadas del siglo XX.
Contiene una versión de sus tres principales obras místicas: Scivias, Liber vite meritorum y Liber divinorum operum. También es la fuente de todas sus composiciones musicales, sus obras acerca de la Lengua ignota, trabajos hagiográficos (Vita sancti Ruperti), algunas cartas, homilías y la Vita escrita por el monje Theoderic, por lo que es la fuente más numerosa e importante del trabajo de la monja medieval. Contiene las ilustraciones de las visiones descritas por la abadesa, inspiradas en las que ilustraban los manuscritos originales.

#### Otros códices
- Gante, Biblioteca de la Universidad de Gante, Cod. 241. Es el manuscrito más antiguo que se conoce, cuya creación se data entre 1170 y 1173. Fue redactado probablemente en el monasterio de Rupertsberg. Pasó por un monasterio benedictino en Tréveris y de ahí a Gante, donde se custodia en la biblioteca de la Universidad de Gante. Contiene una copia del Liber divinorum operum.
- Lucca, Biblioteca estatal, Ms. 1942. Fechado hacia el siglo XIII en Renania. Es la fuente de las ilustraciones del Liber divinorum operum.[69]
- Dendermonde, St.-Pieters & Paulusabdij Klosterbibliothek, Cod. 9. Conocido como Códice Villarenser o Dendermonde, se encuentra en la biblioteca de la Abadía de San Pedro y San Pablo. Se piensa que fue escrito hacia 1175. Contiene un ejemplar de la Symphonia armonie celestium revelationum, el Ordo virtutum y diversas canciones; también es una de las fuentes del Liber vite meritorum.
- Troyes, Biblioteca Municipal de Troyes, Ms. 683. Aunque con orígenes en el siglo XII, se han reconocido varias etapas de creación. Sus partes más tempranas se cree que provienen de Rupertsberg. Se encuentra emparentado con el manuscrito de Gante, del que parece ser copia. Es otra de las fuentes del Liber divinorum operum.
- Berlín, Staatsbibliothek Preussischer Kulturbesitz, Cod. theol. lat. Conocido como Códice de Berlín o Codex Cheltenhamensis, se encuentra en la Biblioteca Estatal de Berlín. Datable en el siglo XII o principios del XIII, contiene algunas de las cartas de la santa (Epistole), el Liber vite meritorum y sus tratados sobre su Lingua ignota.

### Obras literarias
De las obras religiosas que escribió Hildegarda, destacan tres de carácter teológico: Scivias, sobre teología dogmática; Liber vite meritorum, sobre teología moral; y Liber divinorum operum, sobre cosmología, antropología y teodicea. Esta trilogía forma el mayor corpus de sus obras y pensamiento.

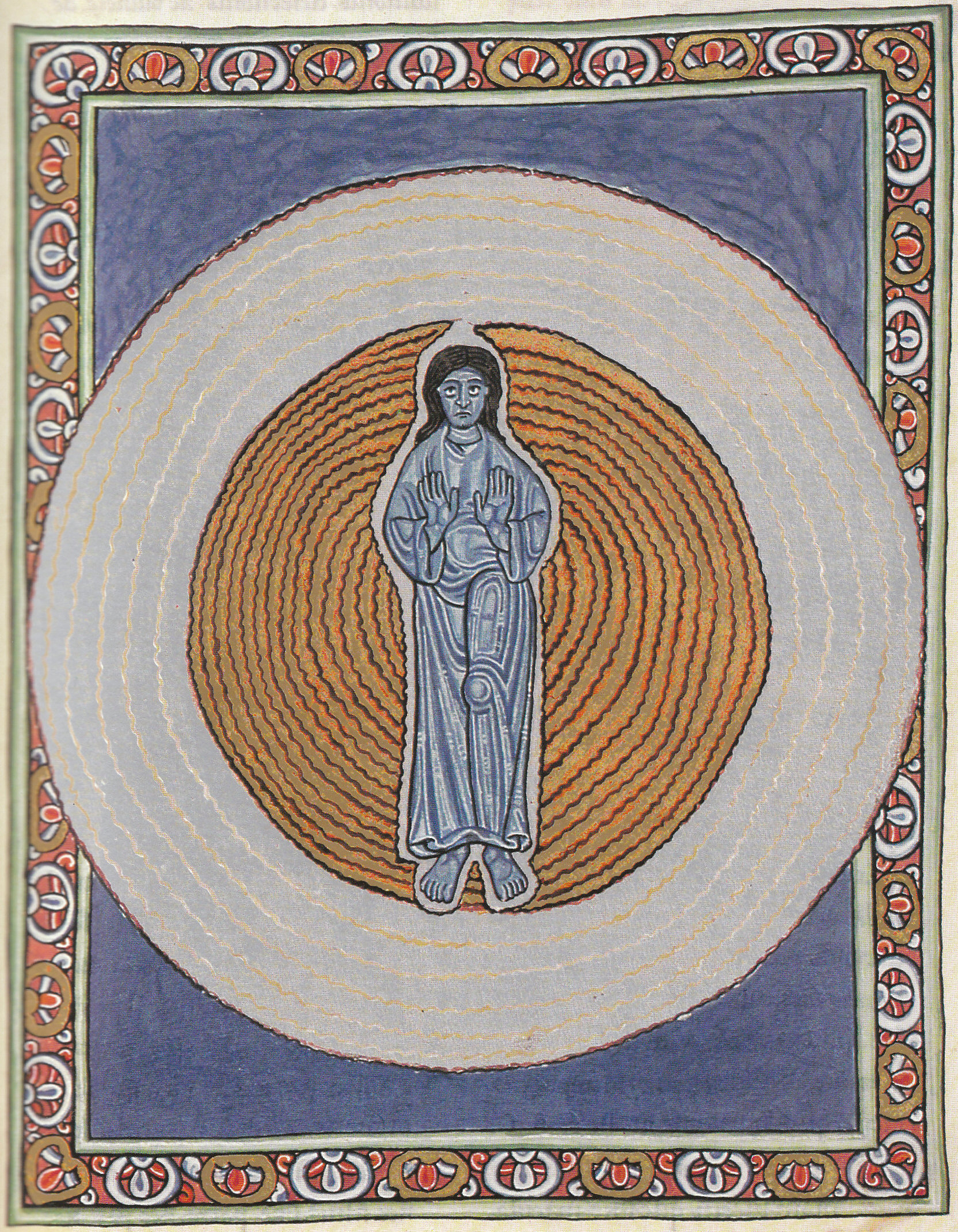
La Trinidad en su íntegra Unidad, Scivias, visión II, 2.

El nombre Scivias es una forma abreviada del latín «Scito vias Domini», que significa «Conoce los caminos del Señor». Esta obra fue inspirada tras una visión que tuvo a los cuarenta y dos años de edad, esto es, hacia 1141, en la cual aseguraba haber asistido a una teofanía que le ordenaba escribir lo que percibiera:

Oh frágil ser humano, ceniza de cenizas y podredumbre de podredumbre: habla y escribe lo que ves y escuchas.
Scivias (Protestificatio)

Dividida en tres libros, en esta obra describe las veintiséis visiones que tuvo, las cuales se encuentran ilustradas en los manuscritos conservados, sirviendo de alegoría y medio de explicación de los principales dogmas del catolicismo y la Iglesia de una manera más o menos sistemática. Tras la descripción de cada visión cargada de un complicado simbolismo, la voz celestial pasa a explicar su significado. De esta manera recorre los temas de «la majestad divina, la Trinidad, la Creación, la caída de Lucifer y Adán, las etapas de la historia de la salvación, la Iglesia y los sacramentos, el Juicio Final y el mundo futuro».

#### Liber vite meritorum
El Libro de los méritos de la vida, cuyo título completo es Liber vite meritorum, per simplicem hominem a vivente lucem revelatorum, fue escrito entre 1158 y 1163. Es una obra de carácter moral en la que, partiendo de la visión de Dios como un hombre cósmico que sustenta y vivifica al universo, Hildegarda llegó a una exposición de los principales vicios espirituales y sus virtudes opuestas. Esta sistematización hace corresponder aspectos naturales del mundo y del hombre con las pasiones del alma humana. Dicha visión está explicada a lo largo de cinco libros y se complementa con un sexto que detalla la descripción de las penas que en la otra vida corresponderán a cada vicio. De esta manera, el Liber vite meritorum deviene en un catálogo de treinta y cinco vicios, descritos bajo la figura simbólica de seres alegóricos conformados de partes de bestias y humanos.
El trabajo ofrece una de las primeras representaciones históricas del purgatorio cristiano, donde cada alma debe expiar sus deudas antes de ascender al cielo. Las descripciones dadas sobre los tormentos a sufrir son a menudo grotescas y terribles, enfatizando el cariz moralizante de la obra como una guía de conducta y de virtud.

#### Liber divinorum operum
El Liber divinorum operum o Libro de las obras divinas fue creado entre 1163 y 1173, siendo Hildegarda ya sexagenaria. Es la descripción de diez visiones, en donde realiza una cosmología que estructura al universo en correspondencia con la fisiología humana, y que convierte los actos del hombre en paralelos a los actos de Dios, mediante su cooperación activa en la construcción y orden del cosmos.
Así, desarrolló también una explicación del quehacer creador de Dios, centro del universo, que se desenvuelve en el tiempo humano teniendo su manifestación en la naturaleza del mundo y en la historia, con su máxima expresión en la encarnación de Cristo, Verbo divino.

#### Lingua ignota

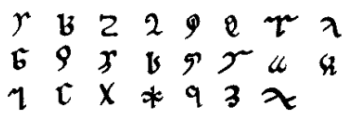
El alfabeto de Hildegarda de Bingen, Littere ignote, que usó para su Lingua ignota.

Otra de sus principales obras es la creación de su Lingua ignota, primera lengua artificial de la historia, por la que fue nombrada patrona de los esperantistas.
Dicha lengua fue expuesta en su escrito Ignota Lingua per simplicem hominem Hildegardem prolata, que ha llegado hasta el presente integrada con otras obras en el Riesencodex, en sus folios 461v–464v, así como en el de Berlín, folios 57r–62r. La obra es un glosario de 109 palabras escritas en dicha lengua con su significado en alemán, incluyendo el de algunas plantas y términos usados en sus obras médicas.
En ambos manuscritos también se encuentra una pequeña obra conocida como Littere ignote (Letras desconocidas), en la que presenta veintitrés nuevas letras, constituyendo un alfabeto hasta entonces desconocido, que si bien tienen cierta semejanza con los rasgos del alfabeto griego y hebreo, no se considera que Hildegarda haya intentado emularlos.
Se ha propuesto que su creación fue de carácter místico, tal vez una especie de glosolalia. No obstante, muchas de las palabras de dicho lenguaje parecen tender hacia un interés científico. Pero no hay un motivo claro del porqué de su creación.

#### Obra científica
| De la lavandaLa lavanda es caliente y seca, ya que tiene un poco de savia. No sirve al hombre para comer no obstante que tiene un fuerte olor. El hombre que tiene muchos piojos, si huele lavanda frecuentemente, los piojos morirán. Su olor clarifica los ojos, porque contiene en sí las virtudes de las especias más fuertes y de las más amargas. Por eso, también aleja muchísimas cosas malas y los espíritus malignos salen aterrorizados por ella. —Hildegarda de Bingen. Physica, Libro I, Cap. XXXV (Migne, PL. CXCVII, 1143) |

Además escribió obras de carácter científico: Liber simplicis medicine o Physica, es una obra sobre medicina, dividido en nueve libros sobre las correspondientes propiedades curativas de plantas, elementos, árboles, piedras, peces, aves, animales, reptiles y metales. El más amplio de tales capítulos es el primero, dedicado a las plantas, lo que indica que Hildegard tenía amplio conocimiento en su aplicación terapéutica desde una perspectiva holística. En este libro aplica la difundida teoría médica medieval de los humores, que relaciona con la idea de que la constitución de los seres a partir del plan divino se realiza a través de cuatro elementos constitutivos, cuyo equilibrio determina la salud o enfermedad del individuo. Así, a cada planta le otorga el correspondiente calificativo de su cualidad: robustus, siccus, calidus, aridus, humidus, etcétera.
A su vez, el Liber composite medicine, o Cause et cure, trata sobre el origen de las enfermedades y su tratamiento.

#### Otros escritos
Se ha comprobado la autoría de alrededor de trescientas cartas, donde toca temas de lo más variados: teología, espiritualidad, política, remedios curativos, consejos sobre la vida monástica y clerical, entre otros asuntos que le consultaban. El estilo en sus cartas es, en ocasiones, igual de simbólico que en sus escritos visionarios, ya que llega a proporcionar consejos con la misma autoridad y en nombre de la voz divina que dictaba sus visiones.
En lo que se refiere a sus escritos hagiográficos, se encuentra la Vita sancti Disibodi (Vida de san Disibodo), escrita hacia 1170 a petición de Helenger, abad del monasterio de Disibodenberg, donde trata la vida y obra del eremita irlandés Disibodo, que pasó sus últimos años en las cercanías del monasterio que aquel presidía. Por las mismas fechas escribe la Vita sancti Ruperti, en la que documenta la vida del santo patrón del monasterio fundado en la colina donde supuestamente descansaban las reliquias de Ruperto de Bingen.
Escribió, además, una explicación de la regla de san Benito (Explanatio regule s. Benedicti) y otra del Símbolo atanasiano (Explanatio symboli s. Athanasii).

### Obras musicales

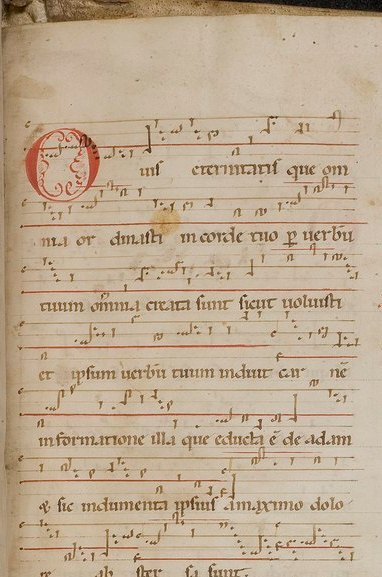
Vista parcial del folio 0466r del Códice de Wiesbaden (Riesencodex) con la notación del canto «O vis eternitatis», de Symphonia armonie celestium revelationum.

Lo prolífico de la obra musical de Hildegarda permite establecer la importancia que para la sibila del Rin tuvieron la música y el canto. Tal importancia se puso de manifiesto en la carta escrita a la curia de Maguncia, dictada tras el entredicho interpuesto con ocasión del conflicto derivado de que la abadesa diera sepultura a un hombre supuestamente excomulgado y por el cual se prohibió a su comunidad cantar el salterio y tener misa.
En dicha misiva, tras declararse dispuesta a obedecer las medidas impuestas y partiendo de una cita del salmo 150, Hildegarda explica que el canto es una manifestación del espíritu divino en el hombre, que con ello recuerda vagamente la bienaventuranza de Adán en el paraíso, quien participaba de la voz y el canto de los ángeles en alabanza a Dios. Los profetas, a quienes Dios les otorgaba una gracia extraordinaria, habían compuesto cantos y creado instrumentos entreviendo el pasado beatífico de la humanidad. De hecho, los instrumentos musicales, al ser tocados con los dedos, recordaban a Adán mismo creado por el «dedo de Dios».
La alabanza a Dios dentro de la Iglesia tiene su origen en el Espíritu Santo y es conforme a la armonía celeste:

El cuerpo es verdadero vestido del espíritu, el cual posee una voz viviente, para que de esta manera el cuerpo con el alma, use su voz para cantar las alabanzas de Dios.
Ep. XXIII, PL CXCVII, Migne, 1855.

Si bien emplea la técnica monofónica, el melisma y la notación propias de su época, la música hildegardiana se diferencia por el uso de amplios rangos tonales, que exigen a la cantante o al coro subir a agudos intensos estando en una nota intermedia o baja. Contrae frases melódicas que impulsan a la voz a ser más rápida para luego ralentizarse. Usa igualmente intervalos de cuarta y quinta, cuando el canto de su época rara vez pasaba de terceras.
La totalidad de las obras musicales de la profetisa teutona fueron creadas para las necesidades litúrgicas de su propia comunidad, así como para la didáctica teológico-moral, en el caso del Ordo Virtutum.
Hildegarda compuso setenta y ocho obras musicales, agrupadas en Symphonia armonie celestium revelationum (Sinfonía de la armonía de las revelaciones celestes): cuarenta y tres antífonas, dieciocho responsorios, cuatro himnos, siete secuencias, dos sinfonías (con el significado propio del siglo XII), un aleluya, un kyrie, una pieza libre y un claro antecedente del oratorio (género nacido muchos siglos después) en su auto sacramental titulado Ordo Virtutum ("Orden de las virtudes", en latín).
| - 1) Ave generosa - 2) Ave Maria - 3) Columba aspexit - 4) Cum erebuerint - 5) Cum processit factura - 6) Cum vox sanguinis - 7) Favus distillans - 8) Hodie aperuit - 9) In Matutinis laudibus (Aer enim volat) - 10) In Matutinis laudibus (De Patria etiam earum) - 11) In Matutinis laudibus (Deus enim) - 12) In Matutinis laudibus (Deus enim rorem) - 13) In Matutinis laudibus (Et ideo puelle iste) - 14) In Matutinis laudibus (Sed diabolus) - 15) In Matutinis laudibus (Studium divinitatis) - 16) In Matutinis laudibus (Unde quocumque venientes) - 17) Karitas habundat - 18) Kyrie - 19) Laus Trinitati - 20) Mathias sanctus | - 21) Nunc gaudeant - 22) O beata infantia - 23) O beatissime Ruperte - 24) O Bonifaci - 25) O choruscans stellarum - 26) O clarissima mater - 27) O cohors milicie floris - 28) O cruor sanguinis - 29) O dulcis electe - 30) O dulcissime amator - 31) O Ecclesia - 32) O eterne Deus - 33) O Euchari columba - 34) O Euchari in leta via - 35) O felix anima - 36) O felix apparicio - 37) O frondens virga - 38) O gloriosissimi lux vivens angeli - 39) O Ierusalem - 40) O ignee Spiritus | - 41) O ignis Spiritus Paracliti - 42) O lucidissima apostolorum turba - 43) O magne Pater - 44) O mirum admirandum - 45) O nobilissima viriditas - 46) O orzchis Ecclesia - 47) O pastor animarum - 48) O Pater omnium - 49) O presul vere civitatis - 50) O pulcre facies - 51) O quam magnum miraculum - 52) O quam mirabilis - 53) O quam preciosa - 54) O rubor sanguinis - 55) O spectabiles viri - 56) O speculum columbe - 57) O splendissima gemma - 58) O successores - 59) O tu illustrata - 60) O tu suavissima virga | - 61) O victoriosissima triumphatores - 62) O virga ac diadema - 63) O virga mediatrix - 64) O virgo Ecclesia - 65) O viridissima virga - 66) O viriditas digiti Dei - 67) O virtus Sapientie - 68) O vis eternitatis - 69) O vos angeli - 70) O vos felices radices - 71) O vos imitatores - 72) Ordo Virtutum - 73) Quia ergo femina - 74) Quia felix puericia - 75) Rex noster promptus est - 76) Spiritui Sancto - 77) Spiritus sanctus vivificans vita - 78) Vos flores rosarum |

## Visiones

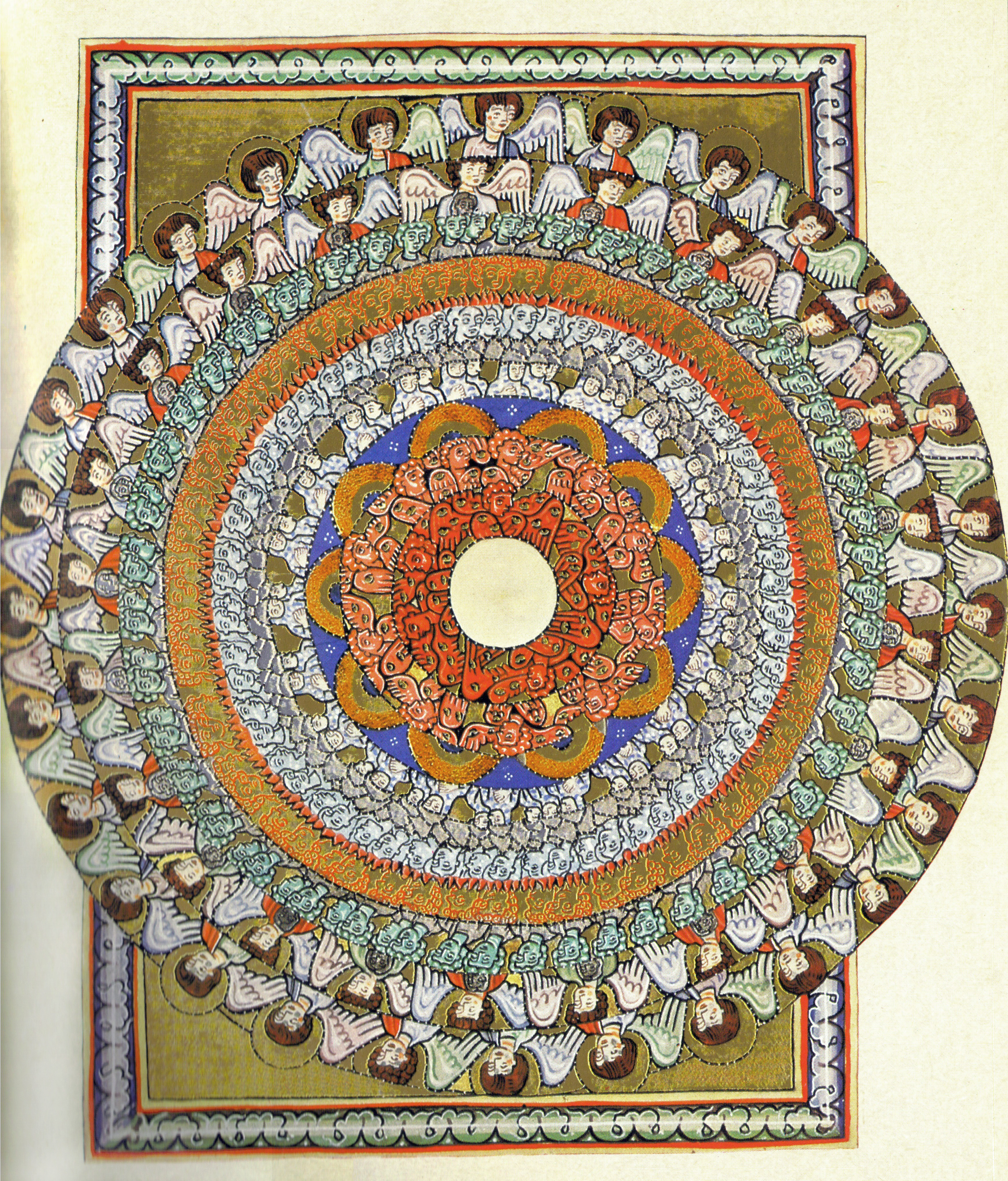
La jerarquía angélica. Visión sexta del libro del Scivias. Códice de Wiesbaden. Facsímil de 1927.

Todo el bagaje simbólico y originalidad de las obras de Hildegarda encuentra su origen en la inspiración sobrenatural de sus experiencias visionarias, de ahí que la explicación de dicha enigmática fuente de conocimiento haya sido causa de interés e investigación incluso durante la vida de la abadesa.
Precisamente, una de las fuentes más importantes sobre el origen y descripción de sus visiones se encuentra en la carta con la que Hildegarda respondía a los cuestionamientos epistolares hechos en 1175 por el flamenco Guibert de Gembloux en nombre de los monjes de la abadía de Villers, acerca de la manera en que tenía sus visiones. Por estas respuestas se sabe que las visiones comenzaron desde su muy temprana infancia y que en ellas no mediaba el sueño, ni el éxtasis, ni la pérdida de los sentidos:

No oigo estas cosas ni con los oídos corporales ni con los pensamientos de mi corazón, ni percibo nada por el encuentro de mis cinco sentidos, sino en el alma, con los ojos exteriores abiertos, de tal manera que nunca he sufrido la ausencia del éxtasis. Veo estas cosas despierta, tanto de día como de noche.
Hildegarda al monje Guibert. Ep. CIII.

Igualmente, explica que este conocimiento sobrenatural que adquiere se da al mismo tiempo de tener la experiencia, tal como ella misma escribe: «simultáneamente veo y oigo y sé, y casi en el mismo momento aprendo lo que sé».
Tales visiones siempre se acompañaban de manifestaciones lumínicas, de hecho, los mandatos divinos que recibía provenían de una teofanía luminosa a la que nombra «sombra de la luz viviente» (umbra viventis lucis) y es esta luz a la que nombra en la introducción del Scivias y del Liber divinorum operum como la que toma voz para ordenarle poner por escrito cuanto experimenta.

«Oh, pequeñita forma, [...] encomienda estas cosas que ves con los ojos interiores y que percibes con los oídos interiores del alma, a la escritura firme para utilidad de los hombres; para que también los hombres comprendan a su creador a través de ella y no rehuyan venerarlo con digno honor.»
Introducción al Liber operum divinorum.

Esta luz divina le mostraba las visiones que describe en sus obras y que posteriormente fueron ilustradas, las cuales han llegado hasta el presente gracias a los manuscritos sobrevivientes, que muestran un simbolismo cuya interpretación no resulta tan obvia. Luego pasa a explicar su significado profundo y las enseñanzas derivadas de tales visiones. Ordinariamente estas visiones venían acompañadas de trastornos físicos para la abadesa como debilidad, dolor y, en algunos casos, rigidez muscular.
Lo anterior ha llevado a algunos estudiosos a buscar causas neurológicas, fisiológicas e incluso psicológicas para las visiones, siendo una de las respuestas médicas más difundidas que sufría un cuadro crónico de migraña, teoría esta última propuesta por el historiador de la medicina Charles Singer y popularizada por Oliver Sacks.

## Teología

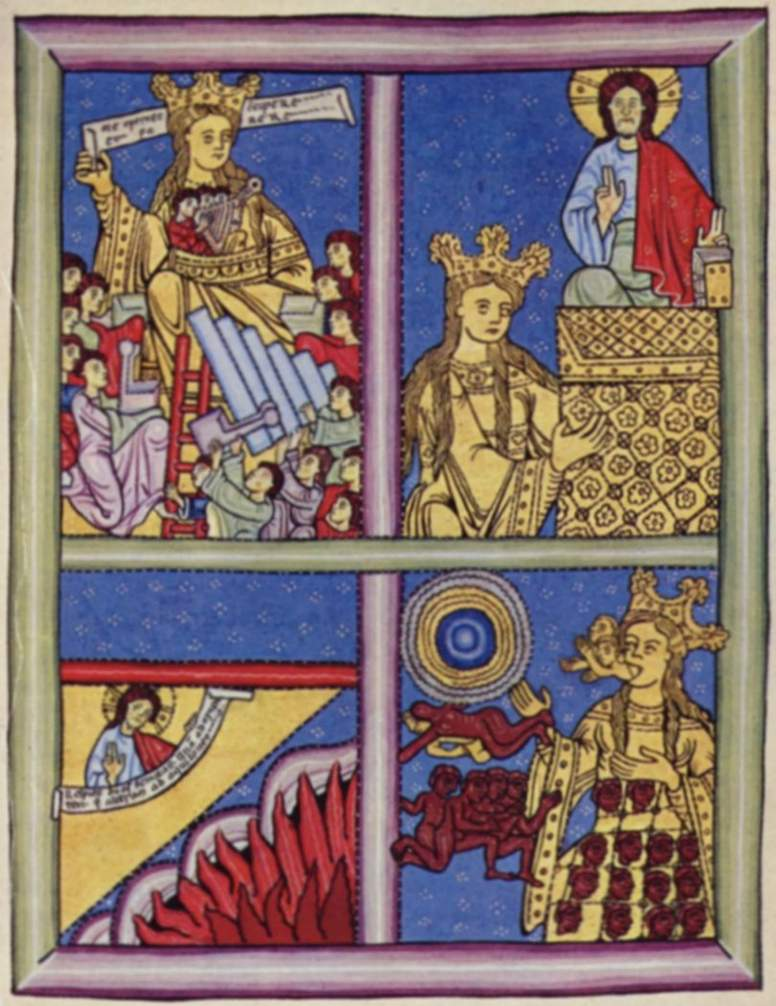
La maternidad que procede del Espíritu y del Agua. Ilustración del Scivias, II, 3. Códice de Wiesbaden. Facsímil de 1927.

El valor teológico de las enseñanzas de Hildegarda ha sido reconocido desde antiguo por la Iglesia católica en una tradición continuada hasta el presente. Muestra de ello fue la inclusión de su vida y obras en el famoso compilado histórico de teólogos publicado en 1885 por Jacques Paul Migne, la Patrologia Latina, que dedica su tomo CXCVII a esta escritora. A ello se aúna su estudio y consideración modernas, de lo que es prueba su mención en declaraciones públicas y homilías de Benedicto XVI, así como su reconocimiento como Doctora de la Iglesia.
Interpretaciones modernas de sus escritos, como las que hacen Barbara Newmann o Sabina Flanagan, han puesto el énfasis en el carácter femenino de la teología hildegardiana, reivindicando un carácter de género a sus enseñanzas.

### Dios
La concepción hildegardiana de Dios no es diferente de las concepciones teológicas católicas medievales, matizadas por las peculiaridades propias de sus visiones. La Trinidad, en el libro del Scivias, aparece como una luz en la que, a su vez, se diferencian una «luz serenísima» (splendidissimam lucem), que figura al Padre, una figura humana color zafiro (spphirini coloris speciem hominis), que simbolizaba al Hijo, y un «suavísimo fuego rutilante» (suavissimo rutilantem igne), como manifestación del Espíritu Santo, imágenes que conservan su diferenciación compartiendo la misma naturaleza única: «de tal modo que era una única luz en una única fuerza», «inseparable en su Divina Majestad» e «inviolable sin cambio».
Dios también se presenta como la fuente de toda fuerza, vida y fecundidad. En el Liber vite meritorum es representado como un varón (vir) precisamente porque en él radica el vigor que comunica a lo existente, no sólo a través del acto de la creación, sino incluso a través de la inmanencia de su poder que sostiene al mundo, otorgando fecundidad (viriditas) a la naturaleza y al espíritu.

### El hombre y el mundo
Como en la restante cultura teológica medieval, Hildegarda considera al hombre como el centro del mundo creado por Dios y partícipe de la obra redentora. Según el Liber divinorum operum, el hombre, hecho a semejanza de Dios, posee parecido con otra de las grandes obras del omnipotente: el cosmos. Esta semejanza se refleja incluso a nivel corporal, pues en el cuerpo se pueden distinguir partes aéreas, acuosas, invernales, nubosas, cálidas, etcétera. Hombre y cosmos interactúan y están ordenados conforme al plan divino. Es por ello que el cosmos puede ser leído como una lección para enseñar al hombre a amar a su creador y guardar la debida moral. Tanto uno como otro están destinados a su reintegración final a Dios, pero el hombre con su libre albedrío puede optar por rebelarse.
La calidad moral del hombre se encuentra herida desde la caída de Adán y Eva a causa del pecado, no obstante, Dios elige esa misma debilidad para otorgar la salvación por medio de su hijo Jesucristo, quien toma carne para rescatar al hombre, quien a su vez debe tender hacia Dios con sus pensamientos y actos, eligiendo las virtudes antes que los vicios.

### Cristo y la Iglesia
El Verbo de Dios, hecho carne en la figura de Jesucristo, posee así la doble naturaleza divina y humana, de la misma manera que la Iglesia, los sacramentos y las virtudes poseen las realidades sobrenatural y mundana.
La abadesa del Rin comparte la visión patrística de la Iglesia como nueva Eva salida de la costilla de Cristo, custodia de la salvación en el mundo y prefigurada en la virgen María. Se opone a la Sinagoga, que representa a los enemigos de la fe y de Dios. En las visiones descritas en el Scivias, la Iglesia es figurada como una «mujer inmensa como una ciudad», coronada y vestida con resplandor, con el vientre perforado por donde entran una multitud de hombres con piel obscura que son purificados al salir por su boca.
Una imagen común en la teología cristiana no es ajena a la eclesiología de Hildegarda, la de los «esponsales de la Iglesia». La Iglesia como esposa mística contrae matrimonio con Cristo a través de su pasión: «Inundada por la sangre que manaba de su costado, fue unida a él en felices esponsales por la voluntad superior del Padre, y notablemente dotada por su carne y por su sangre», haciéndose así mediadora de los sacramentos que actualizan la vida de Cristo en el tiempo.

## Hildegarda de Bingen en la cultura moderna
Su figura y su obra dejaron sentir su influencia aún fuera de Alemania y llegaron hasta el presente con una vigencia indiscutible, que ha llevado al mundo de la cultura a realizar diversos homenajes a la santa alemana.
La iglesia parroquial de Eibingen, donde reposan las reliquias de esta santa, fue reconstruida en gran parte en 1932 tras un incendio, luego de lo cual fue adaptada a un estilo más contemporáneo por los hermanos Rummel. El altar principal se encuentra adornado por un mosaico que reproduce la visión de Hildegarda sobre la Trinidad que se encuentra en Scivias, II, 2; dicha obra fue diseñada en 1965 por el expresionista alemán Ludwig Baur, quien también diseñó los vitrales de las ventanas de la iglesia, los cuales representan igualmente algunas visiones de la abadesa.
La abadía de santa Hildegarda en Rüdesheim am Rhein es una abadía benedictina reconstruida entre 1900 y 1908 sobre las ruinas originales de una de las fundaciones de Hildegarda. La reconstrucción fue ordenada por el príncipe Carlos Enrique de Löwenstein-Wertheim-Rosenberg bajo un estilo neorrománico. La nave principal de la iglesia abacial se encuentra adornada con frescos que representan las visiones de la abadesa y en sus arcos se encuentran otros más que muestran escenas de la vida de Hildegarda, pintadas bajo el estilo de la escuela Beuron de arte, de Desiderius Lenz bajo la dirección de Paulus Krebs. Dicha abadía forma parte del Paisaje cultural del Valle Superior del Medio Rin, declarado patrimonio cultural de la humanidad por la Unesco en 2002.
En la población de Bingen am Rhein se ha dedicado un museo a la vida y obra de esta santa, donde se exponen documentos contemporáneos suyos así como algunos restos de las construcciones lideradas por la abadesa. Igualmente se expone una primera impresión de 1533 de su obra Physica, contando, además, con un jardín adjunto donde se encuentra las plantas descritas en las obras naturalistas.
Hildegarda de Bingen forma parte de la instalación de la artista feminista Judy Chicago, The Dinner Party. Esta es una historia simbólica de la mujer en la civilización occidental que representa a 1038 mujeres de la historia; 39 de ellas están representadas por cubiertos y otras 999 en los nombres que están inscritos en The Heritage Floor sobre el que descansa la mesa. El cubierto de Hildegarda se basa en la estructura de una catedral gótica. Su plato está pintado como un rosetón, la vidriera central de cualquier catedral, a menudo considerada el centro espiritual de la iglesia. Cuando se mira desde distintos ángulos, los tonos blancos y amarillos iridiscentes del plato se transforman, jugando con luces y sombras, y dando el efecto de un rosetón.
En la cinematografía, la película A Beautiful Mind, ganadora del Óscar a la mejor película en 2001, utilizó una de las canciones de Hildegarda titulada Columba aspexit dentro de la banda sonora, por la cual también obtuvo una nominación a dicho galardón. En 2009, la directora alemana Margarethe von Trotta filmó la película Visión: La historia de Hildegard von Bingen (Vision. Aus dem Leben der Hildegard von Bingen), basada en la vida de esta santa, interpretada por la actriz alemana Barbara Sukowa. Fue estrenada en español el 27 de agosto de 2010. En la película italiana de 2009 Barbarossa (traducida al inglés como Sword of War), basada en la vida del emperador Federico Barbarroja, Hildegarda de Bingen tiene una aparición, en la cual es interpretada por la actriz española Ángela Molina.
También en televisión la figura de Hildegarda ha tenido cierta presencia: en 1994 la BBC de Londres produjo el documental Hildegard of Bingen para la televisión inglesa; asimismo, la televisión alemana produjo el documental Hildegard von Bingen - Eine Frau des 12. Jahrhunderts (Hildegarda de Bingen. Una mujer del siglo XII) y dedicó un capítulo de la serie Die Deutschen (Los alemanes) a esta monja benedictina.
La discografía generada a partir de su música es abundante. Desde 1979 se produjeron alrededor de treinta y cinco discos con ejecuciones de las canciones religiosas compuestas por ella, destacando las interpretaciones realizadas por Gothic Voices, Emma Kirkby, la Oxford Camerata bajo la dirección de Jeremy Summerly, Garmarna, Trobar de Morte y Anonymous 4.
El 14 de abril de 1998, el gobierno alemán puso en circulación una moneda conmemorativa por el 900 aniversario del nacimiento de Hildegarda de Bingen. La edición constó de un total de 4,5 millones de monedas de 10 marcos, hechas de plata de ley de 925 milésimas, donde se aprecia la efigie de la santa escribiendo los mensajes divinos junto a una banda que dice Liber Scivias Domini y los años de su nacimiento y muerte.
En la astronomía, el asteroide (898) Hildegard, descubierto por el astrónomo alemán Max Wolf el 3 de agosto de 1918, lleva su nombre en honor a esta mística alemana.
Igualmente, la consideración moderna sobre la relevancia de la figura de Hildegarda en la Edad Media así como para la historia de la Iglesia, ha llevado a grupos feministas eclesiásticos y seculares a tomarla como un ejemplo relevante de reivindicación del papel de la mujer en la historia y de su importancia en la apertura de roles tradicionalmente masculinos al género femenino.
También, el músico Devendra Banhart homenajeó a esta Santa en su vídeo Für Hildegard von Bingen, que fue lanzado en octubre de 2013, mostrando el lado artístico de Hildegarda.
La escritora cubana Daína Chaviano dedicó su novela El hombre, la hembra y el hambre (Premio Azorín de Novela 1998) a esta monja, cuya figura juega un papel fundamental en la trama. Aunque la novela gira en torno a una jinetera o prostituta cubana, la interacción de este personaje con una monja amiga sirve de base para comentar la vida mística de Hildegarda y sus aportes musicales.
Por otra parte, el cráter lunar Hildegard lleva este nombre en su memoria desde febrero de 2016.

## Galería de imágenes

### De sus obras

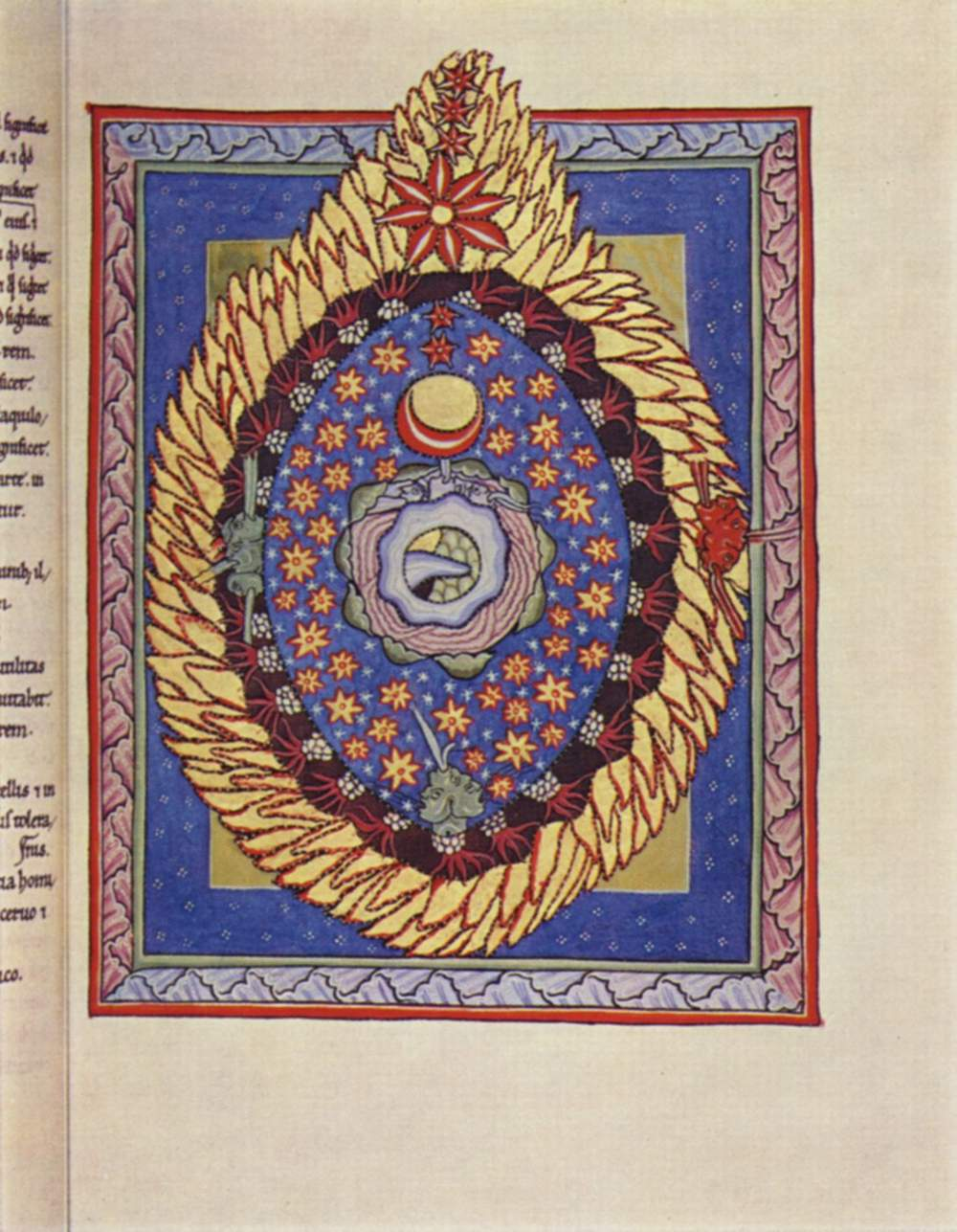
El Universo, Fol. 14, Scivias I, 3.
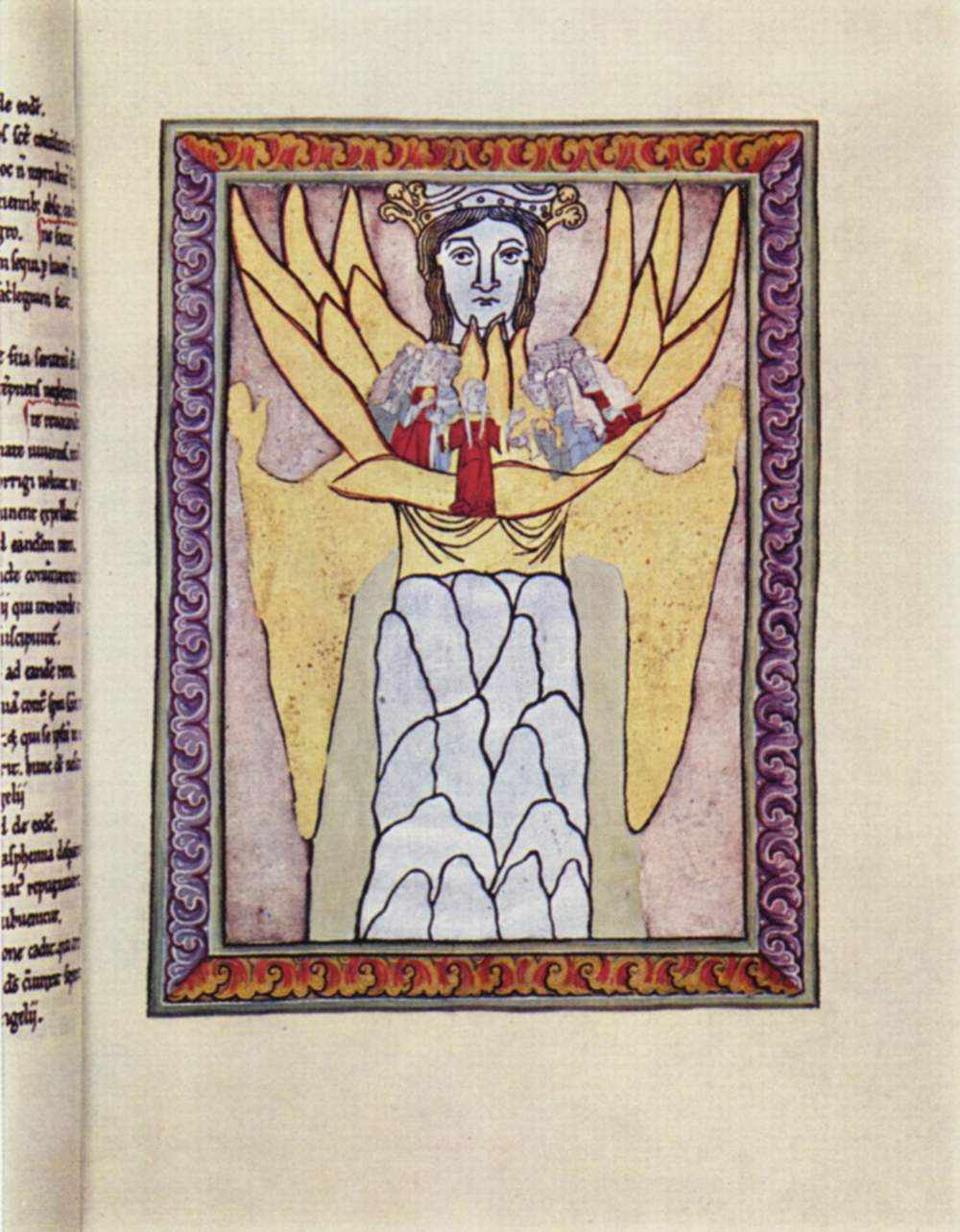
El Cuerpo Místico, Scivias II, 5.
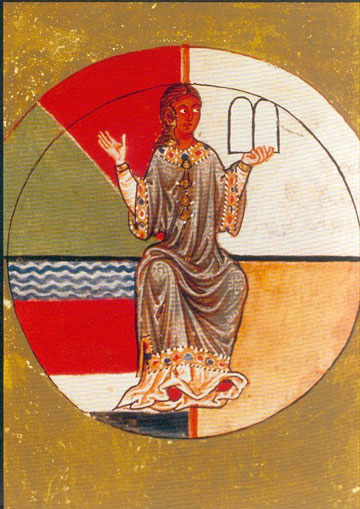
La caridad, Liber divinorum operum
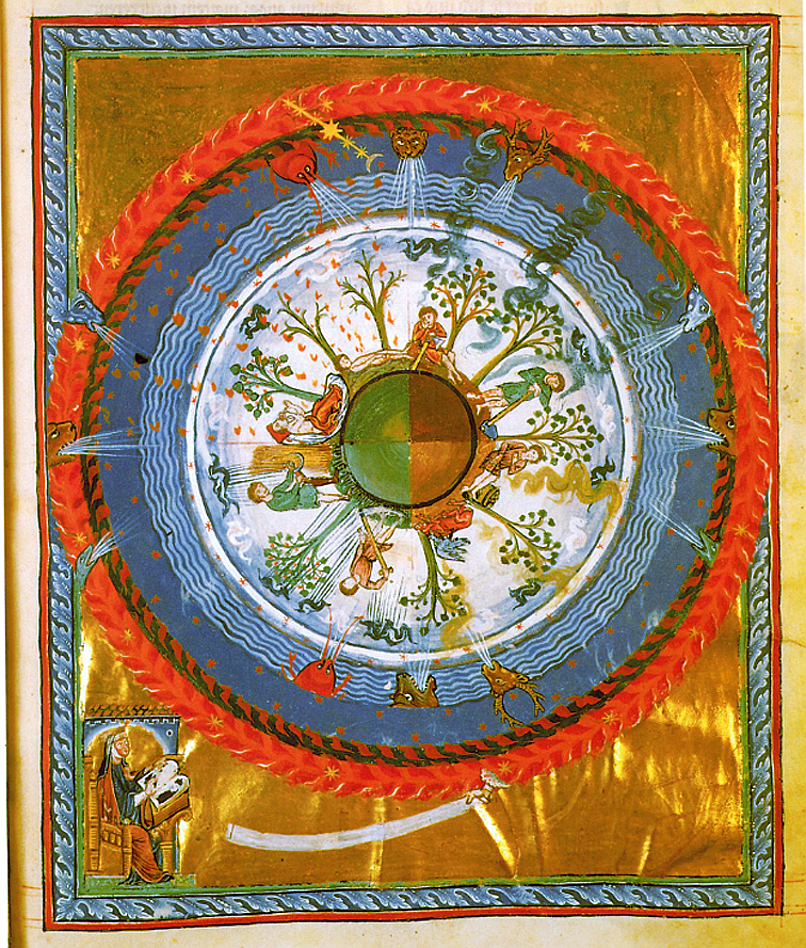
Pintura medieval de una tierra esférica con estaciones diferentes al mismo tiempo. Fol. 38, Liber divinorum operum I, 4.
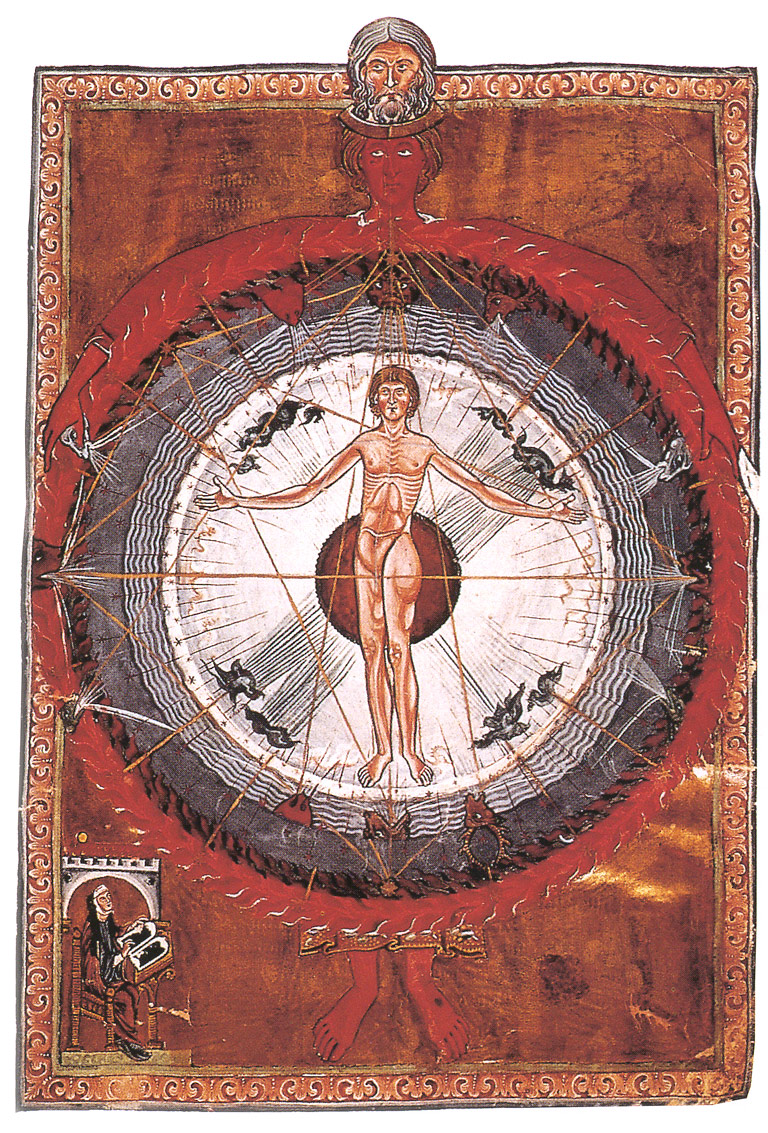
El hombre Universal, Fol. 9, Liber divinorum operum I, 2.

### Frescos en la abadía de santa Hildegarda en Rüdesheim am Rhein

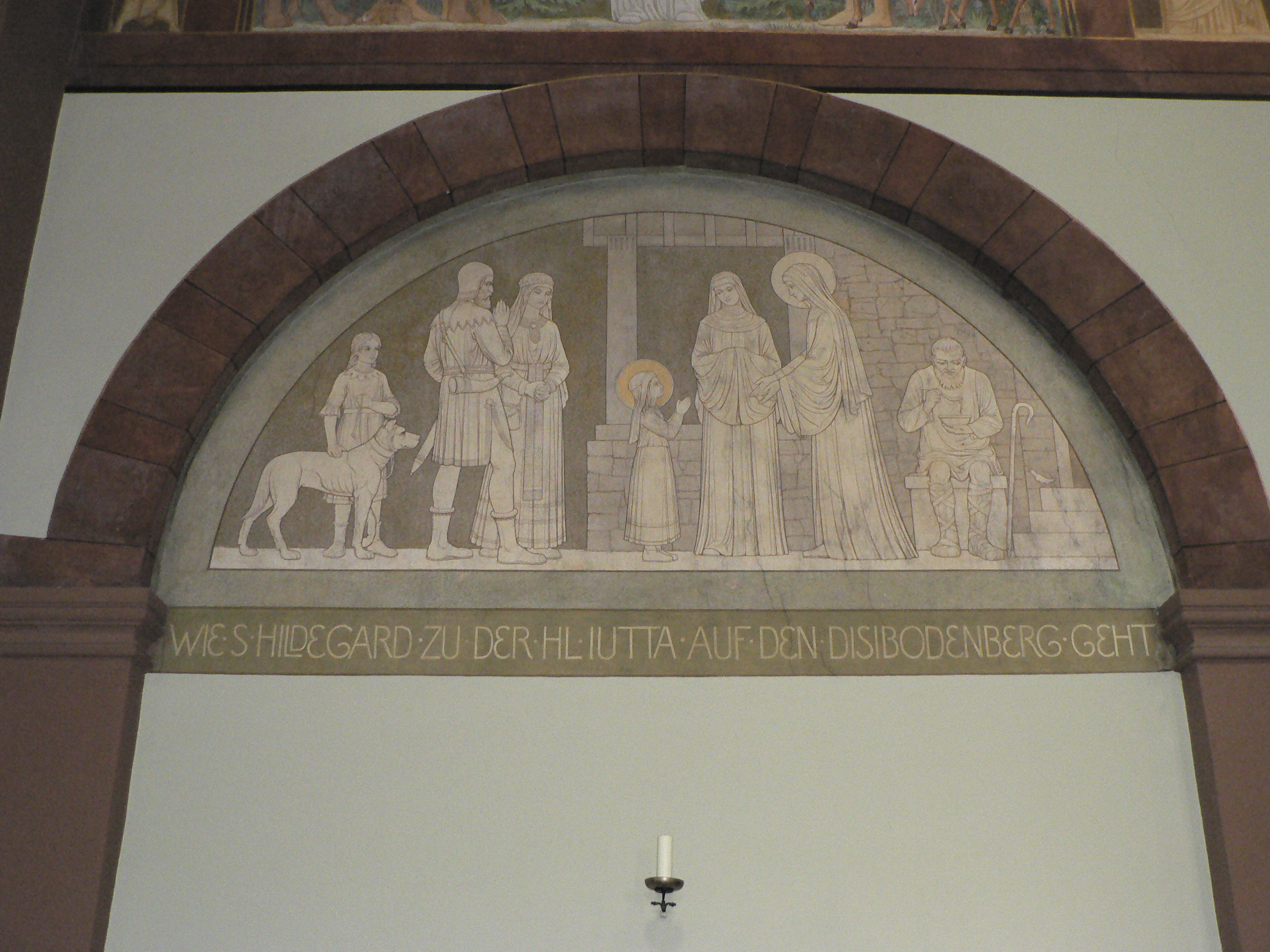
"Wie S. Hildegard zu der Hl. Jutta auf den Disibodenberg geht." ("Como santa Hildegarda va con la bendita Jutta en Disibodenberg").
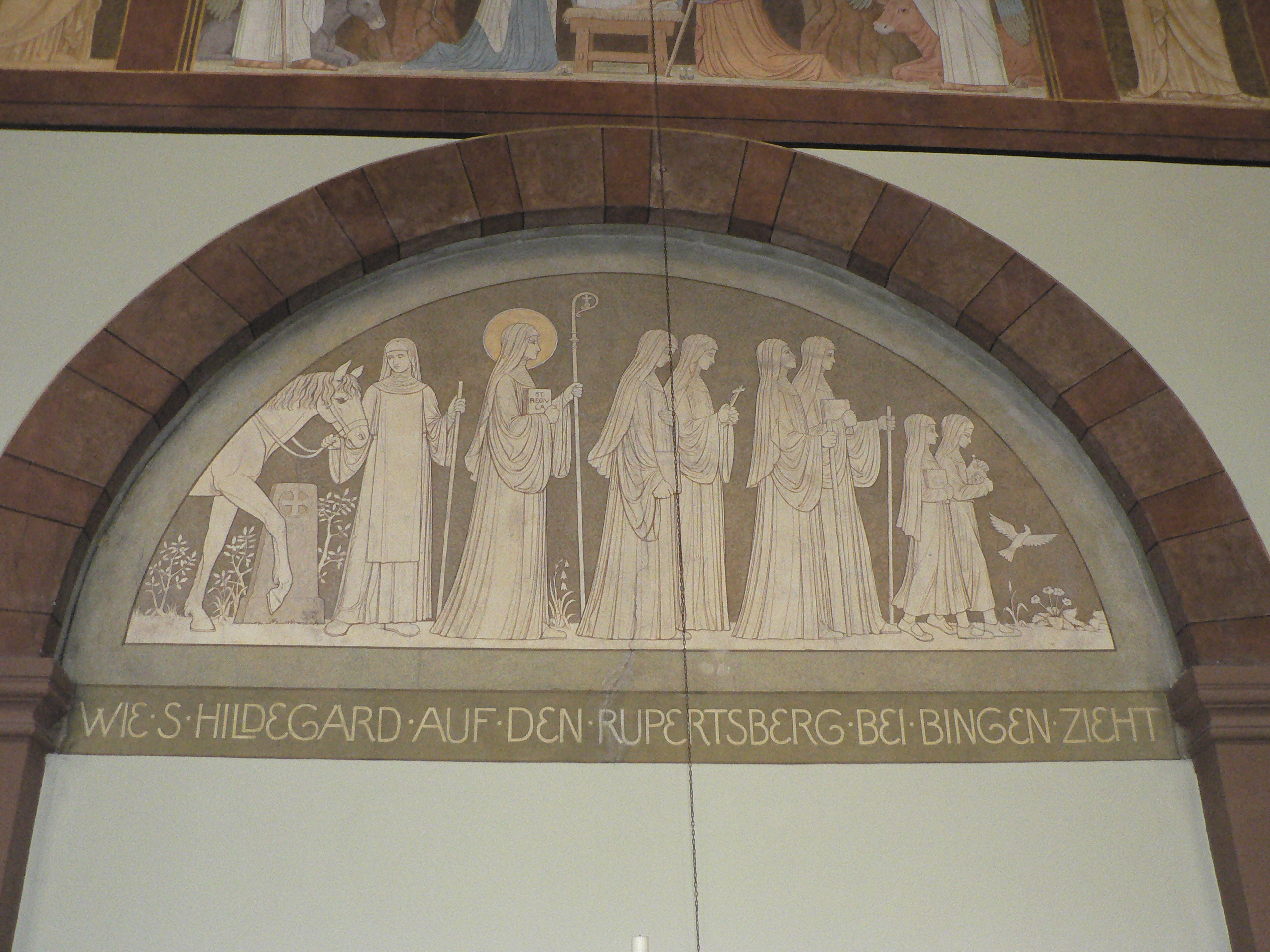
"Wie S. Hildegard auf den Rupertsberg bei Bingen zieht." ("Como santa Hildegarda parte de Rupertsberg hacia Bingen").
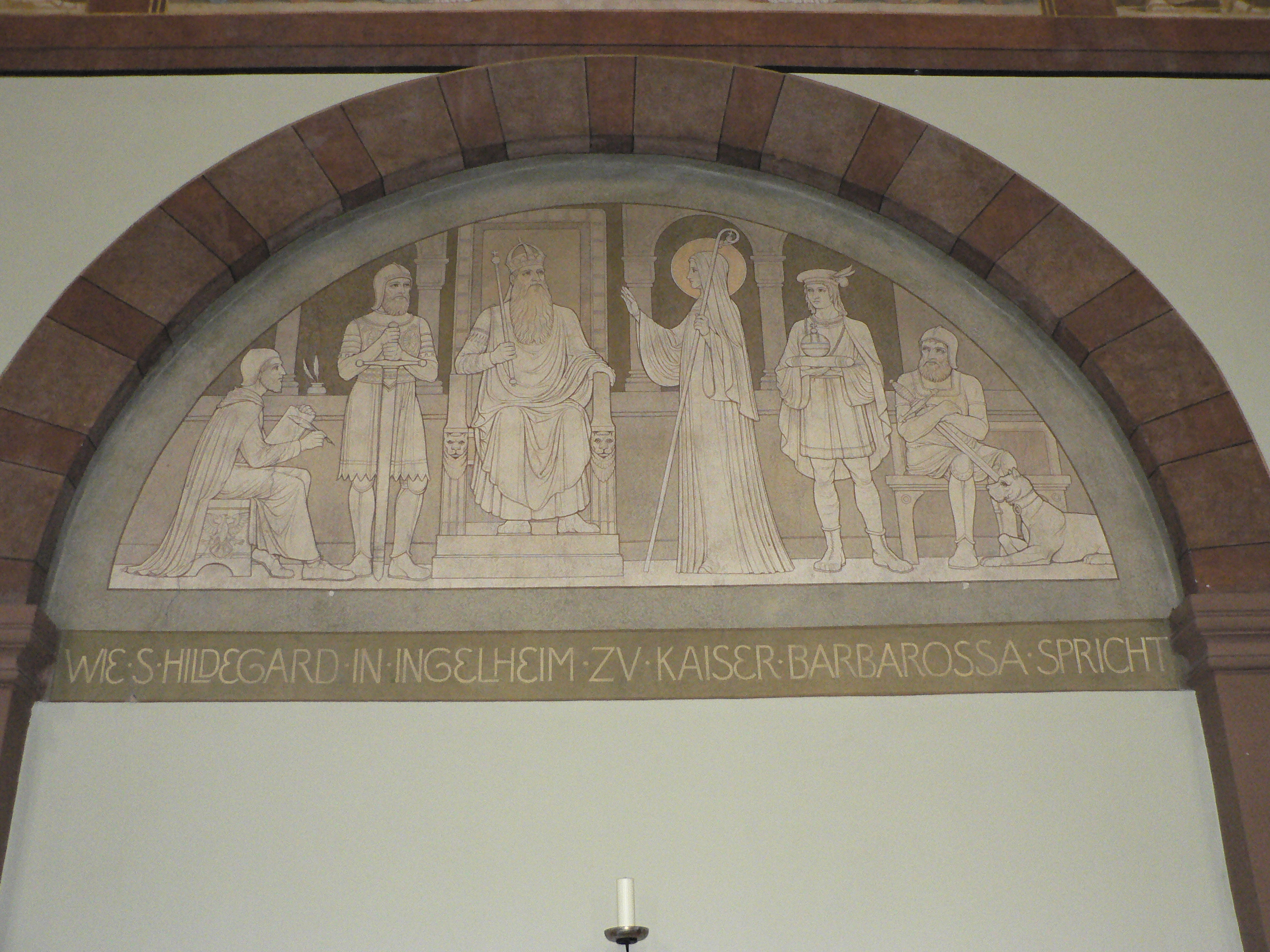
"Wie S. Hildegard in Ingelheim zu Kaiser Barbarossa spricht." ("Como santa Hildegarda habla al emperador Barbarroja en Ingelheim").
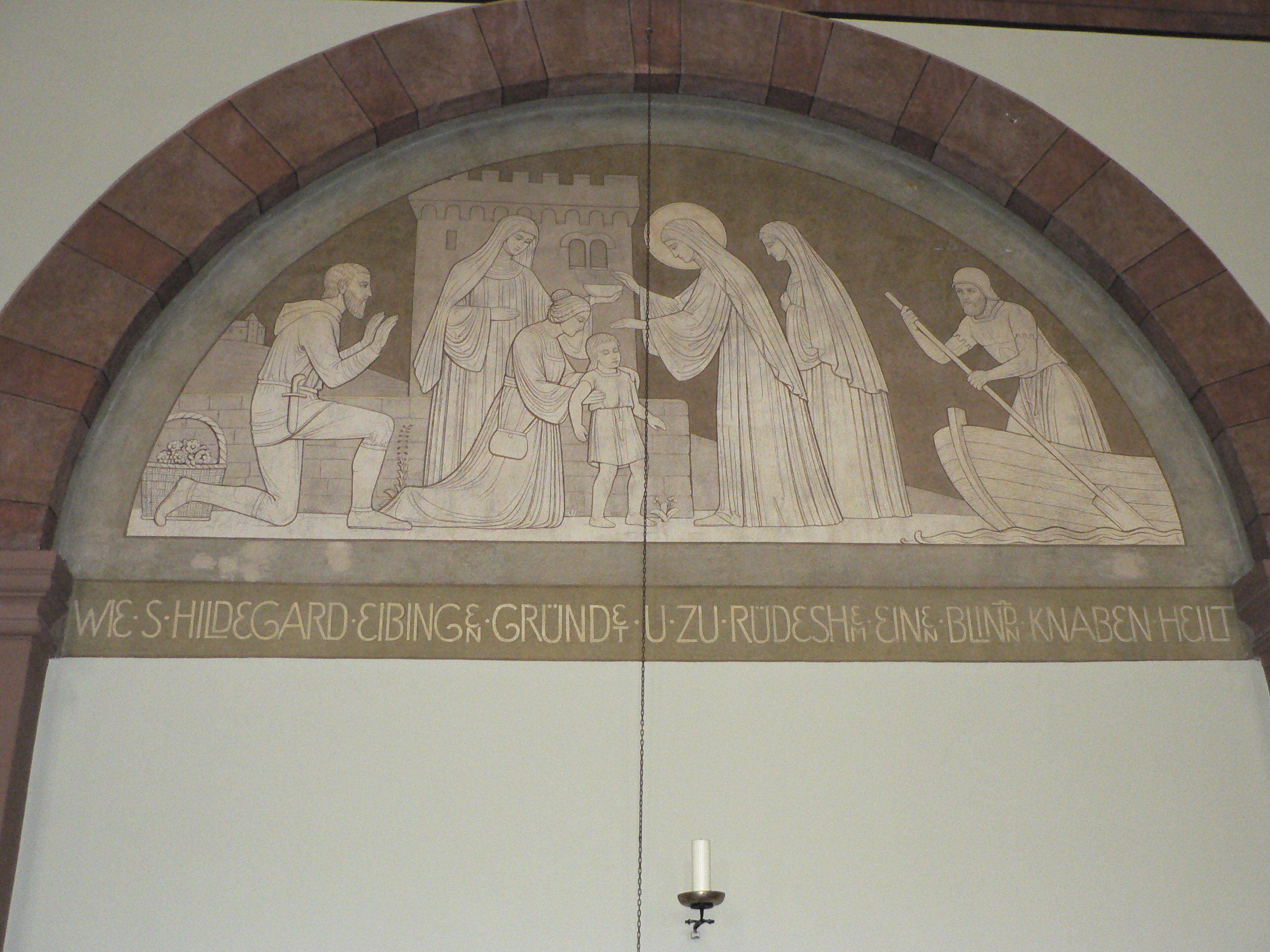
"Wie S. Hildegard Eibingen gründet u. zu Rüdesheim einen blinden Knaben heilten." ("Como santa Hildegarda funda Ebingen y camino a Rüdesheim cura a un muchacho ciego").
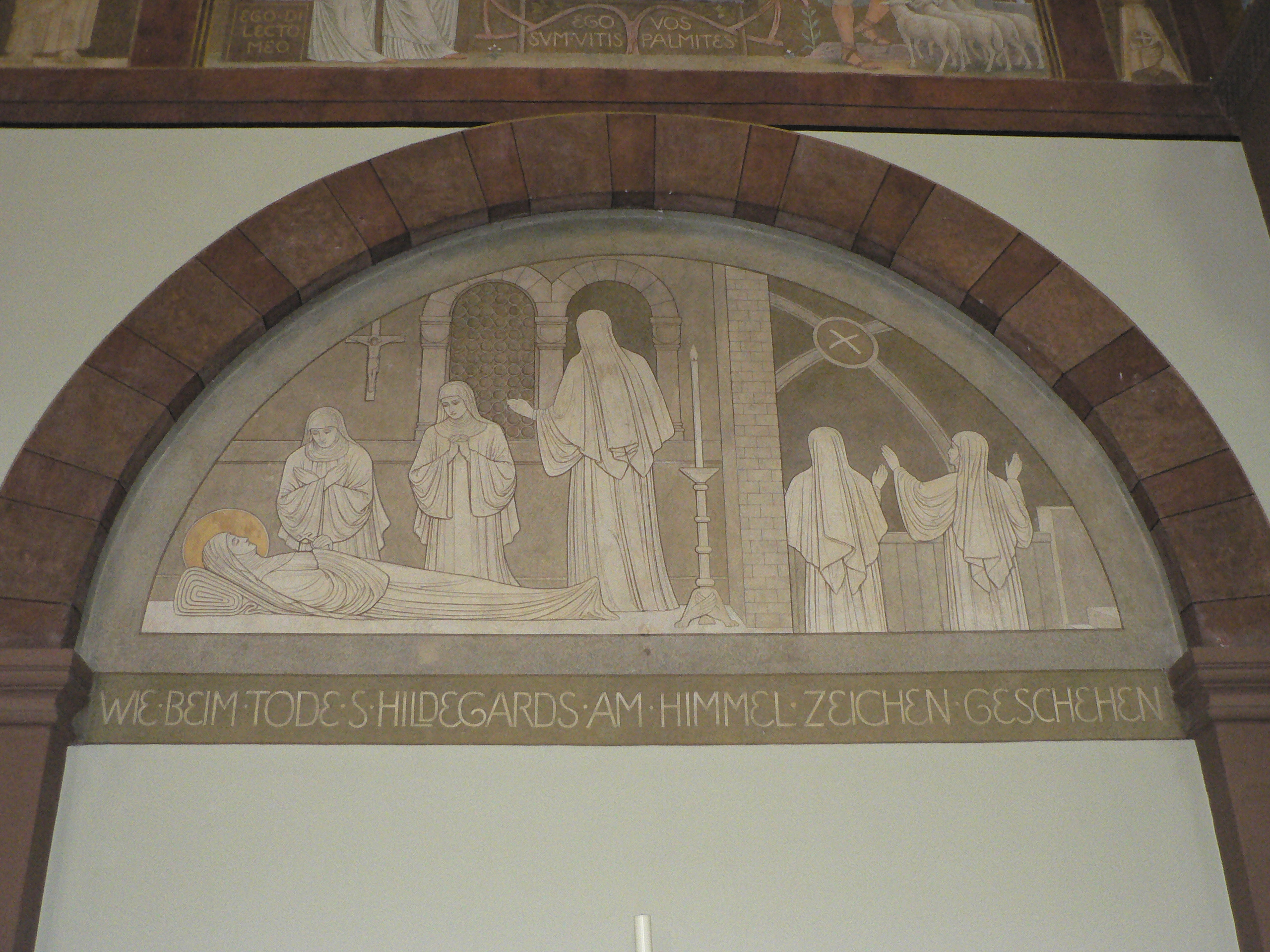
"Wie beim Tode S. Hildegards am Himmel Zeichen geschehen." ("Como por la muerte de santa Hildegarda acontecieron signos en el cielo").